# Nuclear Blast Sampler
Nuclear Blast è uno split EP tra i quattro gruppi death metal Hypocrisy, Afflicted, Resurrection e Sinister, pubblicato nel 1992 da Nuclear Blast.

## Tracce
1. To Escape Is to Die (Hypocrisy) - 3:54
2. In Years to Come (Afflicted) - 4:10
3. I Die (Resurrection) - 4:29
4. Corridors to the Abyss (Sinister) - 2:08